# Wisdom Is Sexy
Wisdom Is Sexy er det fjerde og sidste studiealbum udgivet af Kim Larsen & Bellami i marts 1992 på Columbia Records. Albummet blev produceret af Kim Hyttel.
På den efterfølgende turné måtte bandet aflyse 12 ud af 14 koncerter på grund af svigtende billetsalg. Om de aflyste koncerter sagde Kim Larsen i et tv-interview: "Jeg ved ikke, hvorfor der ikke sælges billetter, men jeg må vel erkende, at tiderne skifter, men min musikstil skifter ikke. Så det kan da godt tænkes, at publikum har fået et lidt anstrengt forhold til det, jeg laver. Jeg har haft så megen medgang, at der også må være plads til lidt modgang." I 1993 forlod Kim Larsen selskabet Sony Music til fordel for Medley Records.
Albummet har solgt 137.000 eksemplarer.
Sangen "Gør mig lykkelig" blev samme år indspillet i en svensk version af sangeren Mats Ronander på albummet Himlen gråter för Elmore James, hvor Kim Larsen sang duet med Ronander.
Wisdom Is Sexy blev i maj 2012 genudgivet på CD i en remastereret udgave med to bonusnumre.

## Anmeldelser
Arne Møller fra BT gav Wisdom Is Sexy fem ud af seks stjerner. Anmelderen betegnede albummet som "let tilgængelig musik, der uden de store problemer kan høvles af live " og skrev: "Såvel titelnummeret som »Hjem til jul«, »Samme tid«, »Op og se stjerner«, »Ole Barfod«, »Hvis jeg vidste« og »Leningrad« stinker langt væk af spilleglæde, og den umiddelbare, danske håndværker-rock er Larsens varemærke".
Rud Kofoed fra Ekstra Bladet gav Wisdom Is Sexy tre ud af seks stjerner, og skrev: "Kun alt for få gange lykkes det at ramme den højere, intense enhed, hvor tingene swinger sammen. Det lykkes bedst der, hvor Larsen ikke forsøger at være moderne, men forbliver sig selv."

## Spor
Alt tekst og musik er skrevet af Kim Larsen, undtagen hvor noteret.
| #   | Titel                              | Sangskriver(e)   | Længde |
| --- | ---------------------------------- | ---------------- | ------ |
| 1.  | "Mig og mit publikum"              |                  | 3:48   |
| 2.  | "Leningrad" (til Pelle)            | Larsen, Fagt     | 4:24   |
| 3.  | "Danas Have"                       |                  | 4:35   |
| 4.  | "Jesus og Buddha"                  |                  | 2:50   |
| 5.  | "Gør mig lykkelig"                 |                  | 3:15   |
| 6.  | "Hjertet er en ensom vandrer"      |                  | 3:11   |
| 7.  | "Wisdom is sexy"                   | Larsen, Ejlers   | 3:53   |
| 8.  | "Hjem til jul"                     |                  | 3:29   |
| 9.  | "Lille Lærke" (til Alice og Molly) |                  | 3:38   |
| 10. | "Samme tid"                        | Larsen, Pold     | 3:57   |
| 11. | "Sim sa la bim"                    | Lindbjerg        | 3:11   |
| 12. | "Op og se stjerner"                |                  | 3:34   |
| 13. | "Ole Barfod"                       | Larsen, Haugaard | 3:02   |
| 14. | "Hvis jeg vidste"                  | Larsen, Ørva     | 3:43   |

| 15. | "Fagre nye verden"       | Larsen, Mogensen       | 3:24 |
| 16. | "En sønderskudt pingvin" | Larsen, Mogensen, Pold | 3:32 |

Note
- Bonusnumre er indspillet i Park Recording & Mastering og udgivet på single i 1992.

## Personel

### Musikere
- Kim Larsen - vokal, guitar
- Henning Pold - bas, vokal
- Mikkel "Ørva" Håkonsson - synthesizer, vokal
- Hans Fagt - trommer, vokal

### Produktion
- Kim Hyttel - producer
- Kim Larsen & Bellami - producer (15, 16)
- Morten Henningsen - tekniker
- Lars Bo - assistent tekniker
- Jørgen Bo Behrensdorff - tekniker (15, 16)
- Jens og Berger - cover
- Robin Skjoldborg - foto

## Hitlister
| Hitliste (1992)             | Højeste placering |
| --------------------------- | ----------------- |
| Danmark (IFPI)              | 1                 |
| Norge (VG-lista)            | 8                 |
| Sverige (Sverigetopplistan) | 45                |